# トヨタ・ミニエース
ミニエース（MINIACE）とは、トヨタ自動車工業（現・トヨタ自動車）が生産し、トヨタ自動車販売（現・トヨタ自動車）が販売していた小型トラック・バン・ワゴンである。型式はUP100型（トラック）。販売店は当初パブリカ店（現・カローラ店）のみの専売となっていたが、1968年（昭和43年）4月以降よりトヨタオート店（現・ネッツ店）でも販売された。

## 概要と沿革
1967年（昭和42年）11月に、排気量800 ccの空冷水平対向2気筒OHVエンジンである2U-Bを搭載した小型トラックとして「ミニエース」が発売される。車両寸法は全高・全幅の各数値を除きベースの初代パブリカとほぼ同等で、最小回転半径は3.9 mと軽自動車並の取り回しの良さが武器。その一方、軽トラックの最大積載量に対し、150 kg勝る500 kgの最大積載量のキャパシティとアドバンテージがあった。製造はこの年に竣工したトヨタグループの豊田自動織機長草工場が担当した。
エンジンはパブリカの商用車、パブリカバン・トラックと同じ2U-B型で、最高出力は36 ps（グロス値）。トランスミッションとデファレンシャルギア（ファイナル）のギア比はそれらと同一であるが、エンジンはパブリカバン・トラックよりもある程度低回転域のトルクを充実させたセッティングとなっている。なお、最高速度はこの当時のメーカー公表値で110 km/hとなる。
荷台には低床／高床のほか、幌付き／鳥居付き／パネルバン等もラインナップ。当時の小型トラックは概ね価格が40万円前後であったが、ミニエースの32.8万円という低価格は大きなセールスポイントとなった。
1968年（昭和43年）2月にはハイエースの小型版としてワンボックスタイプのボディを追加、「ミニエースバン」（UP100V型・貨物登録）と、7人乗りワゴンの「ミニエースコーチ」（UP100B型・乗用登録）が追加される。
1969年（昭和44年）10月に最初のマイナーチェンジを実施。フロントウインドシールド下のベンチレータースリットの大型化、およびラジオアンテナ下にサイドターンシグナルランプが追加装備され、他には助手席にシートベルトとヘッドレストの標準装備化、4ウェイハザードランプの新設、各ランプ類の別系統ヒューズ化が施された。これに伴い、トラックに上級グレードの「デラックス」が追加。
1971年（昭和46年）3月には2度目のマイナーチェンジを実施。フロントウインドシールド下のベンチレータースリットが廃止され、フロントターンシグナルランプのレンズ部分の色がクリアからアンバーに変更となった。
空冷エンジンを搭載した車種ゆえに昭和50年排出ガス規制を達成することができず、1975年（昭和50年）12月をもって販売を終了、軽自動車を除く日本の自動車用空冷エンジンの歴史はミニエースの終焉をもって幕を閉じた。以後このクラスのトラックは1982年（昭和57年）のスズキ・ジムニー1000ピックアップまで、一方の1BOXワゴンも1983年（昭和58年）のスバル・ドミンゴまで日本国内から姿を消し、トヨタのリッタークラスの1BOXワゴンは2000年（平成12年）10月登場のスパーキーまで25年間不在となる。

## その後
この手の「白ナンバー」最小1BOXおよびトラックは、1976年（昭和51年）に軽自動車の規格（ボディサイズ、およびエンジンの総排気量の上限）が拡大されると、維持費、特にトラックとバンの各商用では軽の永年2年車検に対して永年1年車検であることから、需要が大幅に激減してしまった。乗用も、1983年のスバル・ドミンゴ登場まではなく、またドミンゴを含めそれ以降に登場した車種もすべて軽自動車のボディを基に拡大したものになった。
トヨタ内では、ライトエースがエントリークラス向け小型1BOX・キャブオーバートラックに位置づけられた。ライトエース自体は1970年から発売されていたが、1976年にタウンエースを追加し、従来の「ハイエース・ライトエース・ミニエース」の構図を、「ハイエース・タウンエース・ライトエース」に置き換えている。更に2011年12月にはトヨタ初の軽商用車としてダイハツ・ハイゼットのOEM車種のピクシストラック、およびピクシスバンをそれぞれ投入した。